# مگان شنور
مگان شنور (انگلیسی: Meghan Schnur؛ زادهٔ ۱۶ آوریل ۱۹۸۵) بازیکن فوتبال اهل ایالات متحده آمریکا است.
از باشگاه‌هایی که در آن بازی کرده‌است می‌توان به اسکای بلو اف‌سی و مجیک‌جک اشاره کرد.
وی همچنین در تیم‌های ملی فوتبال United States U-17 women's national soccer team, United States U-20 women's national soccer team، زیر ۲۳ سال زنان ایالات متحده آمریکا، و زیر ۲۳ سال زنان ایالات متحده آمریکا، و زنان ایالات متحده آمریکا بازی کرده‌است.